# برتون این لانزدیل
برتون این لانزدیل (به انگلیسی: Burton in Lonsdale) یک روستا و محله مدنی در انگلستان است که در یورک‌شر شمالی واقع شده‌است. برتون این لانزدیل ۵۷۹ نفر جمعیت دارد.